# .30 Remington AR
O .30 Remington AR (também conhecido como .30 RAR) é um cartucho de fogo central americano, para rifles no calibre .30" (7,62 mm), desenvolvido pela Remington Arms em 2008.

## Visão geral
O cartucho .30 Remington AR foi criado em 2008 pela Remington Arms para preencher uma lacuna percebida no desempenho para caça de grande porte entre o .223 Remington e cartuchos maiores, como o .308 Winchester. O design do cartucho é considerado um esforço conjunto entre empresas sob o nome "Freedom Group" por meio de uma empresa de capital privado e incluiu empresas como Bushmaster, DPMS e a própria Remington. É um cartucho de aro rebatido projetado para caber nos rifles de caça da plataforma AR-15 da Remington. Ele foi projetado para se ajustar às restrições dimensionais do carregador padrão AR-15 e é baseado em uma modificação do .450 Bushmaster, que por sua vez foi baseado no .284 Winchester.
A Remington foi a única empresa que fabricou esta munição e seus componentes. O cartucho foi um fracasso comercial e foi descontinuado pela Remington.

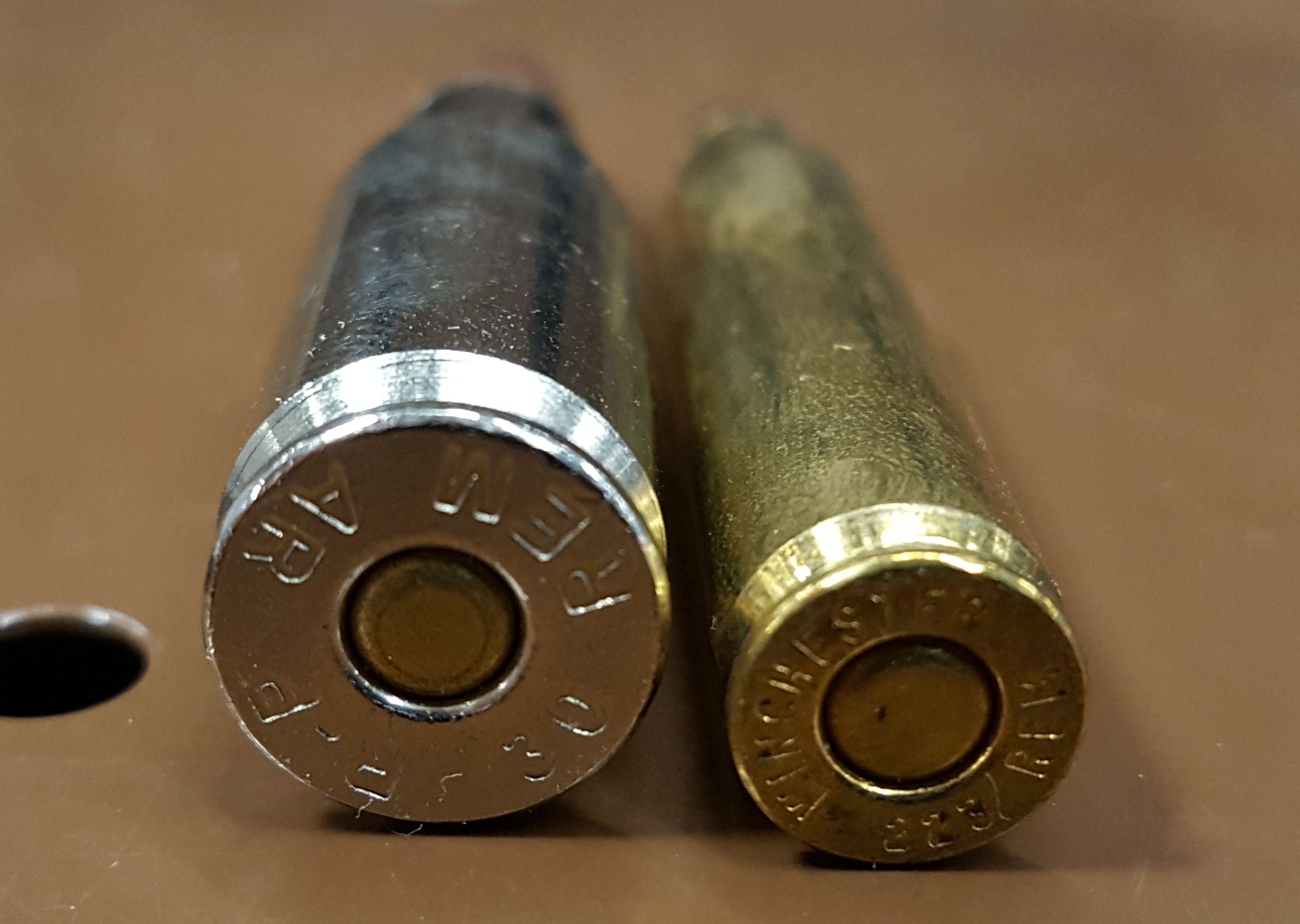
O cartucho .30 Remington AR tem um diâmetro bem maior que o .223 Remington.

## Projeto
Começando com um estojo de .450 Bushmaster, a Remington diminuiu o comprimento para 1.525" a partir do 1.7" original e o encolheu para aceitar uma bala cônica de .308" de diâmetro com um ombro de 25 graus.
O tamanho do aro é .492" e como o cartucho gera 55.000 psi, a Remington optou por usar um ferrolho de rifle .308 em um rifle de tamanho 5,56 para aumentar a sustentação do estojo. O aro foi alargado a partir do .473" do estojo original para evitar o uso de um ferrolho .450 Bushmaster mais fraco com este cartucho. Com uma bala de 150 grãos, ela viaja a 2.575 fps.

## Performance
Testes de desempenho entre o .30 RAR' e o .308 Winchester mostram que, embora o .30 RAR tenha uma boa velocidade de saída, a energia que ele é capaz de entregar no alvo a cerca de 400 jardas diminui significativamente. Combinado com os coeficientes balísticos mais pobres dos projéteis mais leves (.267" para o Core-Lokt de 125 grãos), isso torna o .30 RAR um cartucho adequado para alcances em torno de 300 a 400 jardas, onde um projétil de calibre maior é necessário.
Um efeito colateral do estojo curto e largo significa que o Rifle Remington R-15, que foi projetado junto com o cartucho, usa um carregador monofilar de quatro cartuchos.

## Dimensões

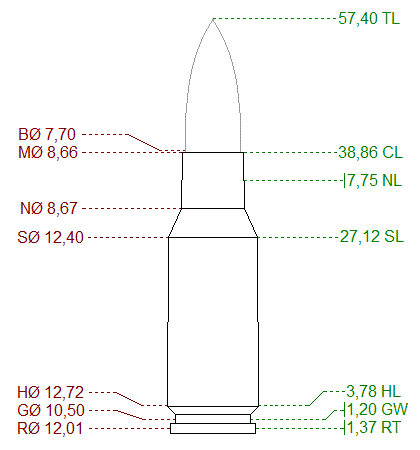